# 231 Nord 3.1251 à 3.1290

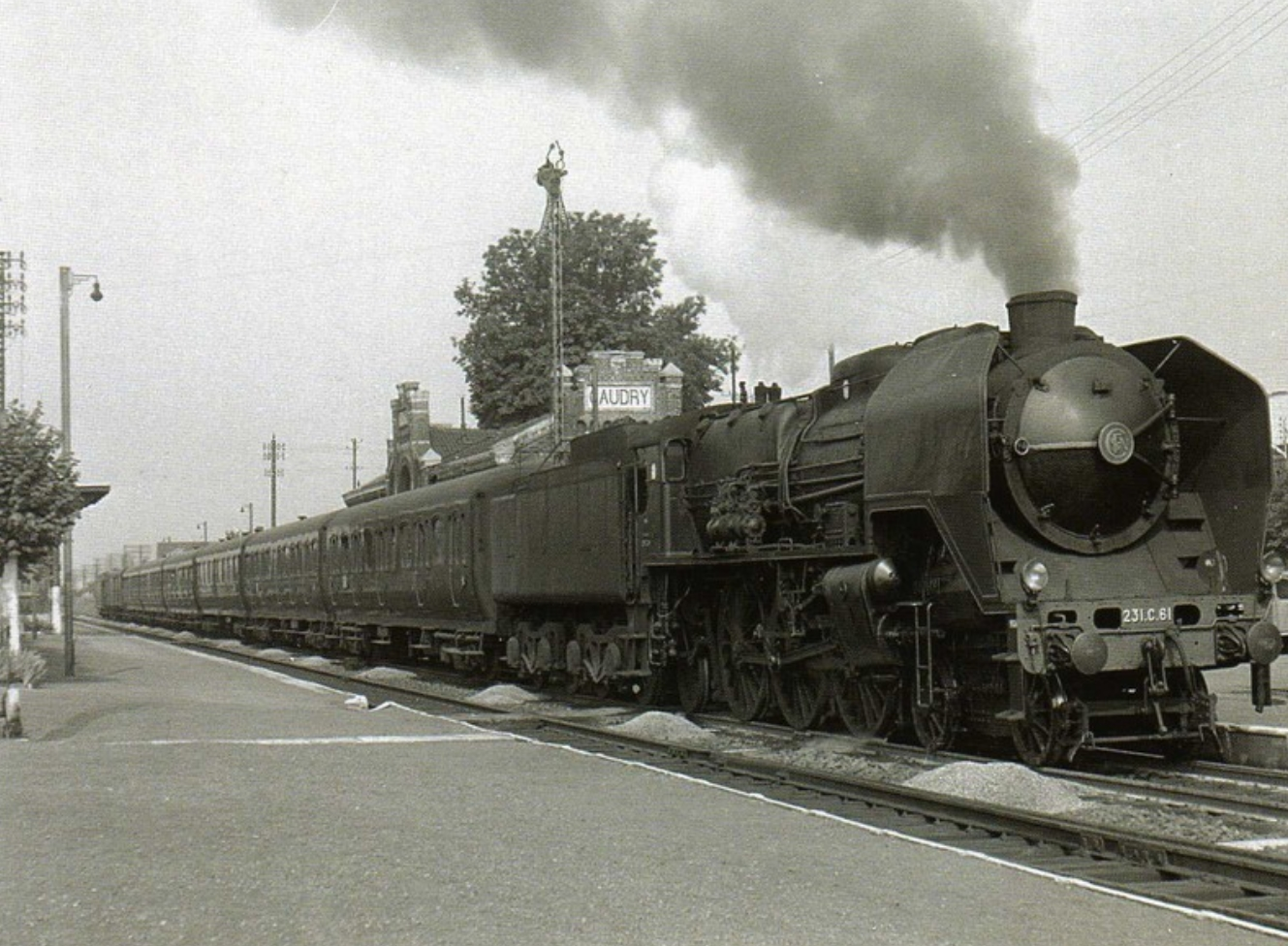
La Super Pacific 231 C 61 en gare de Caudry.

Les 231 Nord 3.1251 à 3.1290 sont des locomotives de type Pacific de la compagnie des chemins de fer du Nord. Elles assuraient de nombreux trains de voyageurs rapides sur les grandes lignes du réseau Nord. Ces machines font partie de la troisième série des Super Pacific.
En 1938, lors de la création de la SNCF, la série 3.1251 à 3.1290 devient 2-231 C 49 à 88.

## Description
Dotées d'un moteur du type Compound à 4 cylindres (deux cylindres haute pression (H.P.) et deux basse pression (B.P.)), ces locomotives découlaient directement des machines de la série 3.1242 à 1248 . Elles bénéficiaient des perfectionnements techniques de l'époque, dont un échappement large, mais surtout, une esthétique améliorée par le bureau d'études alors conduit par l'ingénieur Marc de Caso . Par rapport à leurs aînées, ces machines possédaient une chaudière améliorée.  
En regard des grandes vitesses atteintes par les 3.1242 à 3.1248, le dimensionnement important des tiroirs plans à la B.P. causait des ruptures répétées des tiges de commande. Il fut décidé que les 3.1251 à 3.1290 seraient équipées de tiroirs cylindriques plus légers à la B.P.
Cette modification entraîna néanmoins une légère diminution de la puissance par rapport aux machines de la première série.
Ces machines étaient capables de performances exceptionnelles, d'où leur surnom de "Super Pacific".
Ces machines furent peu modifiées par la suite excepté au niveau des écrans pare-fumées qui furent agrandis. La 3.1280 fut carénée en 1936 pour tracter un train spécial. Elle eut l'honneur de remorquer le train mis à disposition de la famille royale britannique en visite d'état dans le cadre de l'entente cordiale en 1938.  .
La série, numérotée 2-231 C 49 à 88 à la SNCF, a circulé jusqu'en. 

## Tenders
Les 231 C furent attelées à l'origine aux nouveaux tenders 37 A (immatriculés au Nord 35.001 à 35.150) d'une capacité de 37 m3 d'eau et 9 tonnes de charbon. Certaines reçurent par la suite des tenders 38 A, contenant 38 m3 d'eau et 9 tonnes de charbon.

## Services
Ces machines ont été conçues, comme les autres séries de Super-Pacific, pour remorquer des trains rapides et express sur les lignes du réseau du Nord. On les retrouve sur Paris/Calais et Paris/Lille bien sûr mais aussi sur les transversales du réseau. Elles ne sont pas réquisitionnées par l'occupant durant la guerre. Après la Seconde Guerre mondiale, elles sont soit radiées soit utilisées en tête de trains omnibus. Les deux dernières 2-231 C en service sont les 2-231 C 62 et 71 du dépôt de Calais qui sont mises en attente d'amortissement en 1963.

## Caractéristiques
- Diamètre des roues porteuses bogie av : 950 mm
- Poids à vide : 92,3 t
- Vitesse maxi en service : 130 km/h (164 km/h en essais)[2]
- Diamètre et course des cylindres HP : 440 × 660 mm
- Diamètre et course des cylindres BP : 620 × 690 mm
- Pression de la chaudière : 17 kg/cm2
- Surface de chauffe: 195,9 m2
- Surface de surchauffe: 61,01 m2
- Puissance maximale : 2400 cv

## Préservation
La 231 C 78 (ex 3.1280 carénée)  Inscrit MH (2018), livrée en 1931, est conservée par le CMCF (Centre de la Mine et du Chemin de Fer) à Oignies (près de Lille). Elle appartient à la SNCF et a été préservée dans le cadre de la collection du musée français des chemins de fer à Mulhouse mais prêtée au centre dans le cadre d'une convention. Actuellement sous abri, elle est en cours de restauration.

## Modélisme
Les 231 C 3e série ont été reproduites à l'échelle HO par :
- le fabricant anglais DJH Model Loco en 1988, sous forme de kit à monter (principalement en métal blanc). La locomotive est accouplée avec un tender 37A. Dans une ancienne revue RMF, Roger Dorez présente son montage et indique des améliorations[5].
- la firme Jouef de 1960 à 1974 avec la fameuse 231 C 60 à moteur « saucisson » et son tender 35-60, puis de 1978 à 1998 avec la 3.1265 Nord attelée à un tender moteur 38 A. En 1998, une version SNCF verte à filets jaunes, la 231 C 74 du dépôt de La Chapelle est proposée.
- la firme suisse Fulgurex (modèle haut de gamme en laiton)
- la firme française REE Modèle a annoncé la reproduction de cette série.

A l'échelle O par :
- Hornby
- Jep
- LR